# Szczygieł (obraz)
Szczygieł (niderl. Het puttertje) – obraz namalowany przez Carela Fabritiusa w 1654. Jest to obraz olejny namalowany na desce o wymiarach 33,5 na 22,8 cm. Praca przechowywana jest w zbiorach Mauritshuis w Hadze.

## Opis
Szczygieł jest przykładem malarstwa iluzjonistycznego. Obraz przedstawia szczygła europejskiego (Carduelis carduelis) siedzącego na górnej części podajnika. Przymocowany do ściany podajnik składa się z dwóch połówek pierścieni i niebieskiego pojemnika. Ptak siedzi na górnym pierścieniu, do którego przywiązany jest za pomocą łańcucha. Obraz w dolnej części podpisany jest sygnaturą i datą C FABRITIVS 1654.
W XVII w. szczygły należały do popularnych zwierząt ze względu na możliwość nauczenia ich sztuczki zaczerpnięcia wody małym wiaderkiem. Holenderska nazwa szczygła (puttertje) nawiązuje właśnie do jego zręczności przy np. czerpaniu wody (putten).

## Proweniencja
Najwcześniejszym znanym właścicielem Szczygła był Chevalier Joseph-Guillaume-Jean Camberlyn, który zmarł w 1861 roku w Brukseli. Do 1865 obraz znajdował się w rękach spadkobierców Camberlyna, którzy podarowali go Étienne’owi Josephowi Théophile’owi Thoré. 5 grudnia 1892 obraz został sprzedany paryskiemu domowi aukcyjnemu Hôtel Drouot. 27 lutego 1896 Szczygieł został zakupiony przez Abrahama Brediusa dla Mauritshuis, gdzie znajduje się obecnie w stałej kolekcji.

## Szczygiełw kulturze
Obraz Fabritiusa pełni istotną rolę w nagrodzonej w 2014 r. Pulitzerem powieści Donny Tartt Szczygieł oraz w jej filmowej adaptacji z 2019 r. w reżyserii Johna Crowleya, również pod tytułem Szczygieł.